# Upper Rapeland Wood
Upper Rapeland Wood (parfois Upper Rapelands Wood) est une forêt mature mixte située à Old Holbrook, un hameau proche de Horsham, en Angleterre. Il se trouve sur Rapeland Hill, à la périphérie nord-ouest d' Old Holbrook, à 1,94 km au nord de la voie rapide A264. Il se trouve juste en face de Northlands Copse, une forêt ancienne et une plantation partiellement gérée dans le hameau voisin de Graylands.
Comme la zone se trouve sur une colline escarpée, Upper Rapeland Wood a une altitude relativement élevée, à 350 pieds au-dessus du niveau de la mer. Les feuillus sont répandus dans les zones couvertes de mousse du nord et du sud de la forêt, avec de grands pins et des ravins peu profonds dominant les zones centrales. Notamment, trois canaux de Northlands Gill traversent la largeur de Upper Rapeland Wood.
La zone abrite un réseau de pistes avec différents degrés d'accessibilité. Bien qu'elles ne soient pas entretenues, les pistes guident les promeneurs dans des directions cardinales à travers la forêt.
Une prospection intensive de minerai de fer a eu lieu dans la région aux XVIe et XVIIe siècles. Les géologues ont noté les restes de fosses minières dans Upper Rapeland Wood. Le bois se trouve au centre du Faygate Syncline, qui s'étend entre la faille Crawley et la faille Holmbush.
La plupart des fosses de fer le long du Faygate Syncline se trouvent sur l' horizon Horsham Stone , mais celle de Upper Rapeland Wood est anormale en ce qu'elle se trouve sur un affleurement de grès. Un petit ruisseau a creusé une vallée profonde à travers le bois et cela peut être responsable de l'exposition de le minerai de fer dans une zone très localisée.
La carte de l'Ordnance Survey de 1892–1914 de 25 pouces marque "Dismal Castle" à la frontière nord-ouest du bois. Cela a été démoli quelque temps pendant le XXe siècle et aucune trace ne reste maintenant.

## Galerie
|  |  |  |  |  |